# Пунин, Андрей Львович
Андрей Львович Пунин (22 июня 1932, Ленинград — 21 ноября 2020, Санкт-Петербург) — инженер-мостостроитель, историк архитектуры, заведующий кафедрой истории и теории архитектуры Санкт-Петербургского государственного академического института живописи, скульптуры и архитектуры имени И. Е. Репина; кандидат архитектуры (1966), доктор искусствоведения (1985), член Союза архитекторов России, заслуженный деятель искусств Российской Федерации. Племянник искусствоведа Н. Н. Пунина.
Автор монографий, посвящённых истории архитектуры мостов, истории архитектуры Санкт-Петербурга середины и второй половины XIX века, истории искусства Древнего Египта, а также многочисленных статей о разных аспектах отечественной и мировой архитектуры.

## Биография
Андрей Пунин родился 22 июня 1932 года в Ленинграде, в семье Льва Николаевича Пунина (1887—1963) и его супруги Ольги Николаевны (урожд. Никольской). Лев Пунин, один из четырёх сыновей военного врача, по совместительству врача Царскосельской Николаевской гимназии Николая Михайловича Пунина, участвовал в Первой мировой войне, затем вступил в ряды РККА, стал специалистом в области военных сообщений и тыла, преподавал в Училище военных сообщений, в Военной академии тыла и транспорта .
В 1945 году он поступил в 222-ю среднюю мужскую школу (бывшую Петришуле), которую окончил в 1949 году с золотой медалью. По совету дяди, искусствоведа Николая Пунина, заметившего художественные способности племянника, собирался поступать в Академию художеств, однако произошедший в том же году арест дяди сделал это небезопасным. На семейном совете был выбран Ленинградский институт инженеров железнодорожного транспорта (ЛИИЖТ), где Лев Пунин заведовал военной кафедрой. Андрей Пунин поступил на факультет «Мосты и тоннели», который успешно окончил в 1954 году.
После окончания ЛИИЖТа несколько лет работал в проектной организации, занимаясь изысканиями дорог и проектированием мостов. Затем бывший педагог Пунина профессор Павлов пригласил его работать ассистентом на кафедру инженерных конструкций в Лесотехническую академию, где в то время преподавал.
Вскоре Андрей Пунин поступил на заочное отделение факультета теории и истории искусств Института имени Репина Академии художеств, окончив его в 1961 году и став по второму образованию искусствоведом. В 1966 году защитил кандидатскую диссертацию на тему «Идеи рациональной архитектуры в теоретических воззрениях русских зодчих второй половины XIX — начала XX веков». 
Новым этапом в жизни Пунина стало приглашение прочесть в ЛИСИ (совр. СПбГАСУ) курс лекций по архитектуре мостов. Этот курс имел успех и в течение многих лет читался им не только в ЛИСИ, но также в ЛИИЖТе и других вузах. Всё это привело к публикации ряда статей и книг по истории архитектуры мостов. Его книга «Повесть о ленинградских мостах» считается одним из лучших изданий по этой теме. Итогом многолетних исследований стала докторская диссертация «История архитектуры мостов», защищённая в 1985 году.
В течение многих лет Пунин занимал должность заведующего кафедрой истории и теории архитектуры Санкт-Петербургского государственного академического института живописи, скульптуры и архитектуры имени И. Е. Репина, профессора кафедры истории и теории искусства Университета технологии и дизайна.
Член Совета по сохранению архитектурного наследия Санкт-Петербурга. Был постоянным членом жюри Анциферовской премии с момента её основания в 1996 году.
Скончался 21 ноября 2020 года в Гатчине.

## Основные публикации

### Книги, монографии, диссертации
- Идеи рациональной архитектуры в теоретических воззрениях русских зодчих второй пол. XIX — начала XX вв. — Л., 1966
- Повесть о ленинградских мостах. — Л.: Лениздат, 1971
- Архитектура современных зарубежных мостов. — Л.: Стройиздат, 1974
- Плюхин Е. В., Пунин А. Л. Мосты повисли над водами... / And bridges spanned the water` width... / пер. с рус. В. Визи, ред. И. Бугакова, ред. анг. текста И. Комарова. — 2-е изд. — Л.: Аврора, 1977. — 154 с.
- Архитектура отечественных мостов. — Л.: Стройиздат, 1982
- Эволюция стилистических особенностей от античной эпохи до начала XX века и архитектурно-художественные проблемы современного зарубежного мостостроения : дис. … док. искусствоведения : 18.00.01. — Л., 1983.
- Архитектура Петербурга середины XIX века. — Л.: Лениздат, 1990
- Искусство Древнего Египта. Раннее царство. Древнее царство. — СПб.: Азбука-классика, 2008
- Искусство Древнего Египта. Среднее царство. Новое царство. — СПб.: Азбука-классика, 2010
- Архитектура Петербурга середины и второй половины XIX века. Том 1. 1830—1860-е годы. Ранняя эклектика. — СПб.: Крига, 2009. — 592 с. : ил. — ISBN 978-5-901805-40-4
- Архитектура Петербурга середины и второй половины XIX Века. Том 2. Петербург 1860—1890-х гг. — СПб.: Крига, 2014. — 600 с. — ISBN 978-5-901805-78-7
- Архитектура Петербурга середины и второй половины XIX века. Том 3. 1860—1890-е годы. — СПб.: Крига, 2019. — 848 с. — ISBN 978-5-901805-99-2

### Статьи
- Идеи рационализма в русской архитектуре второй пол. XIX в // Архитектура СССР, № 11, 1962
- Рационалистические тенденции в архитектуре Петербурга конца XIX — начала XX вв // Вопросы архитектуры. Теория, история и практика советского зодчества. Доклады XX научной конференции (февр. 1962 г.), 1962
- Сборные железобетонные конструкции в русской архитектуре конца XIX — начала XX веков
- Черты «рациональной архитектуры» в строительной практике Петербурга // Строительство и архитектура Ленинграда, № 2, 1964
- Проблема нового стиля в русской архитектурной художественной критике начала XX века // Архитектура СССР, № 8, 1966
- Искусство зодчего Бартоломео Расстрелли(sic!) // Архитектура СССР, № 10, 1971
- Петр I и Кристофер Рен. К вопросу об англицизмах в архитектуре петровского барокко в Санкт-Петербурге // Архитектура мира: (сборник статей). Вып. 5: Запад — Восток: искусство композиции в истории архитектуры: Материалы конф., (март 1995 г.). — Изд-во Всесоюзного НИИ теории архитектуры и градостроительства (ВНИИТАГ) — С. 131—136

## Награды и премии
- Заслуженный деятель искусств Российской Федерации.
- Благодарность Законодательного Собрания Санкт-Петербурга (2002)[10].
- Лауреат Анциферовской премии (2009) «За общий вклад в современное петербургское краеведение»